# Francisco Sucre
Francisco José Sucre Giffuni (Caracas, 29 de julio de 1967) es un abogado y político venezolano, diputado de la Asamblea Nacional de Venezuela.

## Biografía
Es abogado egresado de la Universidad Central de Venezuela (UCV), con maestría en Políticas Públicas y Gerencia Política de la Universidad de Georgetown, en Estados Unidos. Es militante y coordinador regional en Bolívar del partido Voluntad Popular (VP). Fue elegido diputado a la Asamblea Nacional por la coalición opositora Mesa de la Unidad Democrática (MUD), en los comicios del 6 de diciembre de 2015 en representación del circuito 2 del estado Bolívar, para el periodo 2016-2021. Obtuvo 207 mil 919 votos, que lo convierten en el candidato con mayor cantidad de votos en la entidad. Fue integrante de la Comisión Permanente de Energía y Petróleo de la Asamblea Nacional en 2016, posteriormente en junio de 2018 es designado Presidente de la Comisión Permanente de Política Exterior en reemplazo de Luis Florido.
También llegó a ser precandidato por la MUD para las elecciones de gobernadores de 2017 en el estado Bolívar, donde finalmente salió derrotado en primarias contra el abanderado de La Causa R Andrés Velásquez.
Su padre, Juan Manuel Sucre Frías, fue diputado por el estado Bolívar; su tío, Leopoldo Sucre Figarella, fue senador, gobernador del estado y presidente de la Corporación Venezolana de Guayana; y su hermano, José Manuel Sucre, ha sido diputado regional.